# شهرستان های‌یان (چجیانگ)
شهرستان های‌یان (به انگلیسی: Haiyan County) یک شهرستان در چین است که در جیشانگ واقع شده‌است.